# Provincia di Gourma
La provincia di Gourma è una delle 45 province del Burkina Faso, situata nella Regione dell'Est. Il capoluogo è Fada N'gourma.

## Struttura della provincia
La provincia di Gourma comprende 6 dipartimenti, di cui 1 città e 5 comuni:

### Città
- Fada N'gourma

### Comuni
- Diabo
- Diapangou
- Matiacoali
- Tibga
- Yamba